# ويلفريد روذر
ويلفريد روذر (بالفرنسية: Wilfried Rother)‏ هو لاعب كرة قدم فرنسي في مركز الدفاع، ولد في 20 سبتمبر 1990 في Coulommiers, Seine-et-Marne ‏ في فرنسا. لعب مع نادي إستر ونادي تروا.

## وصلات خارجية
- ويلفريد روذر على موقع رابطة كرة القدم الفرنسية للمحترفين (الإنجليزية)
- ويلفريد روذر على موقع قاعدة بيانات كرة القدم.إي يو (الإنجليزية)
- ويلفريد روذر على موقع Soccerway.com (الإنجليزية)